# مرواریدی (رنگ)
مرواریدی

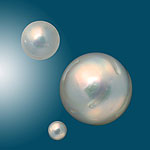
مرواریدها

رنگ مرواریدی رنگ کم‌رنگی از سفید مایل به زرد است. این نشان‌دهنده رنگ متوسط یک مروارید است.
نخستین استفاده ثبت‌شده از مرواریدی به عنوان نام رنگ در انگلیسی در سال ۱۶۰۴ بود.
زمانی که رنگ مایل به سفیدی مورد نظر باشد، از این رنگ در طراحی داخلی استفاده می‌شود.
مروارید پرورشی یکی از رنگ‌های مداد رنگی است که توسط کرایولا در بسته ۱۶ عددی مداد رنگی مروارید بریت تولید شده‌است. دارای همان عدد هگز به رنگ سفید دودی است.